# Aberrazione della luce

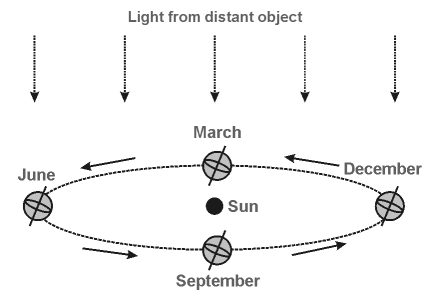
Schema esemplificativo

L'aberrazione della luce (detta anche aberrazione astronomica o aberrazione stellare) è lo spostamento apparente delle stelle sulla volta celeste, dovuta al moto di rivoluzione della Terra e al fatto che la velocità della luce è finita.

## Generalità
Le prime osservazioni dell'aberrazione della luce stellare si devono all'astronomo inglese James Bradley, nel 1728. Bradley confrontò le posizioni apparenti di una stella abbastanza luminosa (Eltanin, γ Draconis) nell'arco di un anno. Estendendo le sue osservazioni ad altre stelle, si accorse che tutte descrivevano nel cielo una piccola ellisse, il cui asse maggiore era di 40",50, mentre l'asse minore variava in funzione dell'altezza della stella sull'eclittica. 
Il valore del semiasse maggiore dell'ellisse (20,49552 arcosecondi (sec) o 0,000099365 radianti (rad) viene detto anche costante di aberrazione.
Per capire meglio cosa sia in effetti, immaginiamo di passeggiare sotto la pioggia. Se, mentre ci muoviamo, guardiamo alla nostra destra o sinistra la pioggia venir giù, noteremo che le gocce descrivono una traiettoria obliqua e provengono apparentemente da un punto del cielo davanti a noi. Se ci fermiamo vediamo invece la traiettoria raddrizzarsi e la pioggia cadere verticalmente. Quindi quando ci muoviamo la pioggia sembra pervenire da una zona di cielo davanti a noi, mentre in effetti proviene dalla nostra perpendicolare.  Lo stesso effetto si verifica per la luce che raggiunge la Terra, e che, a causa del movimento del pianeta intorno al Sole, fa sembrare che essa provenga da una zona di cielo leggermente diversa da quella reale, causando uno spostamento apparente della stella. In sostanza quando noi vediamo una stella in un punto preciso della volta, in effetti quella stella non è proprio lì, ma leggermente indietro lungo l'asse di rivoluzione della Terra intorno al Sole. L'angolo compreso tra il punto in cui apparentemente si trova una stella, l'osservatore e la vera posizione della stella prende il nome di "angolo di aberrazione".
Per calcolare l'angolo di aberrazione α, è sufficiente applicare la formula:
{\displaystyle \alpha ={\rm {arctg}}({v/c})}
dove v rappresenta la velocità di rivoluzione della Terra e c la velocità della luce. Siccome approssimativamente v = 30 km/s e c = 300000 km/s ne segue che l'angolo α = 20",6, e con valori più esatti di v e c il valore della costante diventa 20",47.
Facciamo notare che tale formula, così come le considerazioni precedenti, non tengono conto degli effetti relativistici, e costituiscono dunque soltanto una lettura parziale del fenomeno dell'aberrazione. Se consideriamo anche la relatività, detto α' l'angolo polare di aberrazione visto da un sistema in movimento con velocità v (come la Terra), e α invece l'angolo polare visto da un sistema solidale con la fonte luminosa, si ha:
{\displaystyle \tan {\Bigl (}{\frac {\alpha '}{2}}{\Bigr )}={\sqrt {\frac {1-v/c}{1+v/c}}}\tan {\Bigl (}{\frac {\alpha }{2}}{\Bigr )}}

## Aberrazione annua

Aberrazione della luce riguardante una stella

Animazione di un fotone che viene osservato da un telescopio in movimento

Un osservatore posto nell'oculare E di un telescopio punta una stella nel punto S, nel tempo che la luce dell'astro impiega a percorrere il tubo dello strumento il movimento di rivoluzione che la Terra compie attorno al Sole avrà trasferito l'osservatore stesso nel punto E' e la stella viene individuata nella posizione S' e di conseguenza l'osservatore dovrà spostare il proprio telescopio di un angolo SÊS'. Quindi la posizione apparente si sarà spostata dalla posizione S di un angolo α nel verso del movimento della Terra e questo risulterà massimo quando la direzione E'S' sarà perpendicolare al movimento di rivoluzione della Terra.

## Aberrazione dei pianeti
Più difficoltoso risulta essere il calcolo della aberrazione annua dei pianeti in quanto questi presentano un notevole moto proprio sulla volta celeste; perciò si considera ininfluente la lunghezza del tubo ottico ed idealmente la direzione di traguardo viene prolungata fino a raggiungere il pianeta stesso. Ora durante il tempo che la luce impiega a raggiungerci, noi osservatori ci saremo spostati nel punto E' e faremo le stesse considerazione fatte in precedenza, solo che la direzione E'S', cioè la direzione apparente del pianeta nel tempo T' dell'osservazione è uguale a quella del pianeta nel tempo T, cioè quando il raggio di luce ha lasciato l'astro considerato e ci raggiunge nella posizione E. La posizione apparente del pianeta perciò nel tempo T' dell'osservazione risulta essere uguale a quella vera del pianeta nel tempo T, quando il raggio di luce lo ha abbandonato e chi osservava si trovava nella posizione E; quindi da questo ragionamento si deduce che la posizione apparente nel tempo T' coincide con la sua vera posizione (indipendentemente dall'aberrazione) nel tempo T. Questo risultato si ottiene sottraendo al tempo di osservazione T' il tempo della luce T'-T che può essere calcolato conoscendo la distanza dalla Terra dello stesso pianeta.

## Aberrazione diurna
Un effetto collaterale di aberrazione viene dato dal movimento di rotazione della Terra attorno proprio asse e questa velocità risulta essere massima all'equatore (465 m/s) e ai poli, naturalmente, risulta essere nulla mentre la direzione del movimento è sempre diretta verso il punto est dell'orizzonte. Il suo valore in un punto dell'equatore è di 0,32" e per un punto di latitudine φ sarà di 0,32 cos φ ["].

## Aberrazione secolare
Anche il movimento che il Sole, in compagnia di tutto il sistema solare, compie rispetto alle stelle fisse, crea un effetto di aberrazione (aberrazione secolare) e viene considerato come rettilineo uniforme e crea una piccolissima deformazione della forma delle costellazioni che è assolutamente insignificante durante l'osservazione ed in pratica non viene preso in considerazione.